# 日本電視控股
日本電視控股株式會社（日语：／ Nihon Terebi Hōrudingusu */?）是日本一間以大眾媒體為業務中心的控股公司，為日本第四間以《廣播法》（放送法）成立的廣播控股公司（認定放送持株会社），亦為日本大型媒體集團讀賣集團的核心企業之一。其企業法人之前身為1952年10月28日成立的「日本電視放送網株式會社」（日本テレビ放送網株式會社），於2012年10月1日進行業務分割而更名成立。其在日本又簡稱為日視控股（日テレホールディングス）、日本電視HD（日本テレビHD）或日視HD（日テレHD）。

## 設立的背景
日本在2008年4月1日實施新版《廣播法》、建立廣播控股公司制度之後，在日本五大民營電視台當中，富士電視台（富士媒體控股）、TBS電視台（東京放送控股）和東京電視台（東京電視控股）都已經先後建立廣播控股公司以加強於媒體業界的競爭，唯獨當時日本電視台與朝日電視台尚未成立控股公司（朝日電視台已於2014年4月1日建立朝日電視控股，至此日本五大民營電視台均已成為控股公司體制）。而當中日本電視台對成立控股公司的看法最為消極，2008年3月當時的社長久保伸太郎表明「現時並沒有需要」成立控股公司。
然而，長遠而言，傳統電視廣播行業正面臨巨大的挑戰：BS數碼廣播電視頻道的增加所引致的多頻道化、因互聯網的抬頭而引起的社會媒體興起和產業結構的變化、勞動年齡人口的減少和國內需求的變化或電視廣告市場的縮小和低迷等等，都令電視業面對前所未有的困難。為了面對將來可能出現的媒體業界的統合、探索電視業新的方向，以及為日後可能出現的資金困難作好準備，日本電視台在2012年亦決定成立一體化的的經營控股公司；此外，翌年2013年亦是日本電視台開業60週年，日本電視台亦以成立控股公司作為公司成立60年後一個新的契機。
新成立的控股公司將會以三間廣播企業為核心，包括以傳統無線數碼電視廣播的日本電視台、以BS數碼衞星頻道廣播的BS日本、和以CS數碼衞星頻道廣播的CS日本。新公司的成立將會更改以往節目製作與供給獨立分開的經營手法，將以三位一體的手法經營，以提高事業內容的價值為著眼點。與此同時，原於日本電視台旗下負責內容製作和流通功能的6間子公司將改由新控股公司直接持有，以強化公司的效益。
2023年9月21日，日本電視控股宣布將在同年10月6日取得吉卜力工作室42.3%的股權，使其成為日本電視控股的子公司。

## 沿革
- 2012年
  - 4月26日 - 日本電視分割準備株式會社（日本テレビ分割準備株式会社）成立，將會承接從日本電視台分割出來的事業部門。[5]。
  - 6月18日 - CS日本召開股東大會，同意整合公司至新控股公司旗下。
  - 6月28日 - BS日本召開股東大會，同意整合公司至新控股公司旗下。
  - 6月28日 - 日本電視台召開股東大會，同意整合公司至新控股公司旗下。
  - 9月18日 - 總務大臣同意日本電視台成立控股公司。
  - 9月30日 - 進行業務整合，原日本電視台以日本電視台集團控股（日テレ・グループ・ホールディングス）名義持有的子公司轉移至由新控股公司直接持有。
  - 10月1日 - 日本電視台商號更名為日本電視控股株式會社，擁有無線數碼電視廣播牌照的日本電視台事業部門將由早前成立的「日本電視分割準備株式會社」繼承。同日，日本電視分割準備株式會社亦更名為「日本電視放送網株式會社」。而BS日本與CS日本透過股份交換後，亦被新控股公司完全子公司化。

## 主要股東
※直至2014年3月31日
1. 株式會社讀賣新聞集團本社（14.6%）
2. 讀賣電視放送株式會社（6.4%）
3. 株式会社讀賣新聞東京本社（6.0%）
4. State Street Bank and Trust Company 505223（4.0%）
5. 日本 Trustee Services 信託銀行株式會社（信託口）（3.9%）
6. 學校法人帝京大學（3.7%）
7. 日本 Master Trust 信託銀行株式會社（信託口）（3.0%）
8. 株式會社NTT DoCoMo（3.0%）
9. CB New York Orbis SICAV （2.6%）
10. 株式會社 Tsuruha Holdings（2.5%）

（出資比率扣除庫藏股計算）

## 主要經營幹部
○ = 同時於日本電視台擔任相同職位及職務。
- 代表取締役社長：大久保好男（業務監查委員會委員長・報酬委員長・經營戰略擔當）
- 専務董事：渡邊弘（集團經營戰略會議・集團戰略室擔當）
- 専務董事：小杉善信
- 常務董事：丸山公夫（經營管理擔當・經營戰略局擔當補佐）〈首席私隱保密監察官○〉
- 董事：石澤顯（總務管理・經營戰略擔當補佐〈人事・勞動・個人資料安全〉）〈首席私隱保密官、業務監查委員會副委員長○〉
- 董事：赤座弘一（衛星媒體擔當）〈BS日本社長〉
- 董事 最高顧問：細川知正
- 獨立非執行董事：真砂靖○〈西村朝日法律事務所法律顧問〉
- 補欠法定審計人：舛方勝宏○
- 執行役員 經營戰略局長代理：根岸豐明
- 綜合編成戰略局長：廣瀨健一
- 經營戰略局長：酒卷和也
- 經營管理局長：畔柳裕
- 經營管理局次長：吳文彦、横田昌之
- 總務管理局長：大沼裕之
- 業務監查室長：笹尾敬子○
- 業務監查室専任室長：大島悦郎○
- 集團戰略室長：花房秀治○〈日本電視台集團企劃代表取締役社長〉
- 集團戰略室次長：宮林聰○〈日本電視台集團企劃董事〉
- 集團戰略室出向局次長：木村優子○〈部長待遇、日本電視台活動常務董事〉

## 子公司·關聯企業[6]

### 直接子公司
| 子公司                           | 主要業務                                                                                            |
| -------------------------------- | --------------------------------------------------------------------------------------------------- |
| - 株式會社BS日本（株式会社BS日本）             | - NTV系列BS數碼播放頻道                                                                             |
| - 株式會社CS日本（株式会社シーエス日本）             | - NTV系列CS數碼播放頻道                                                                             |

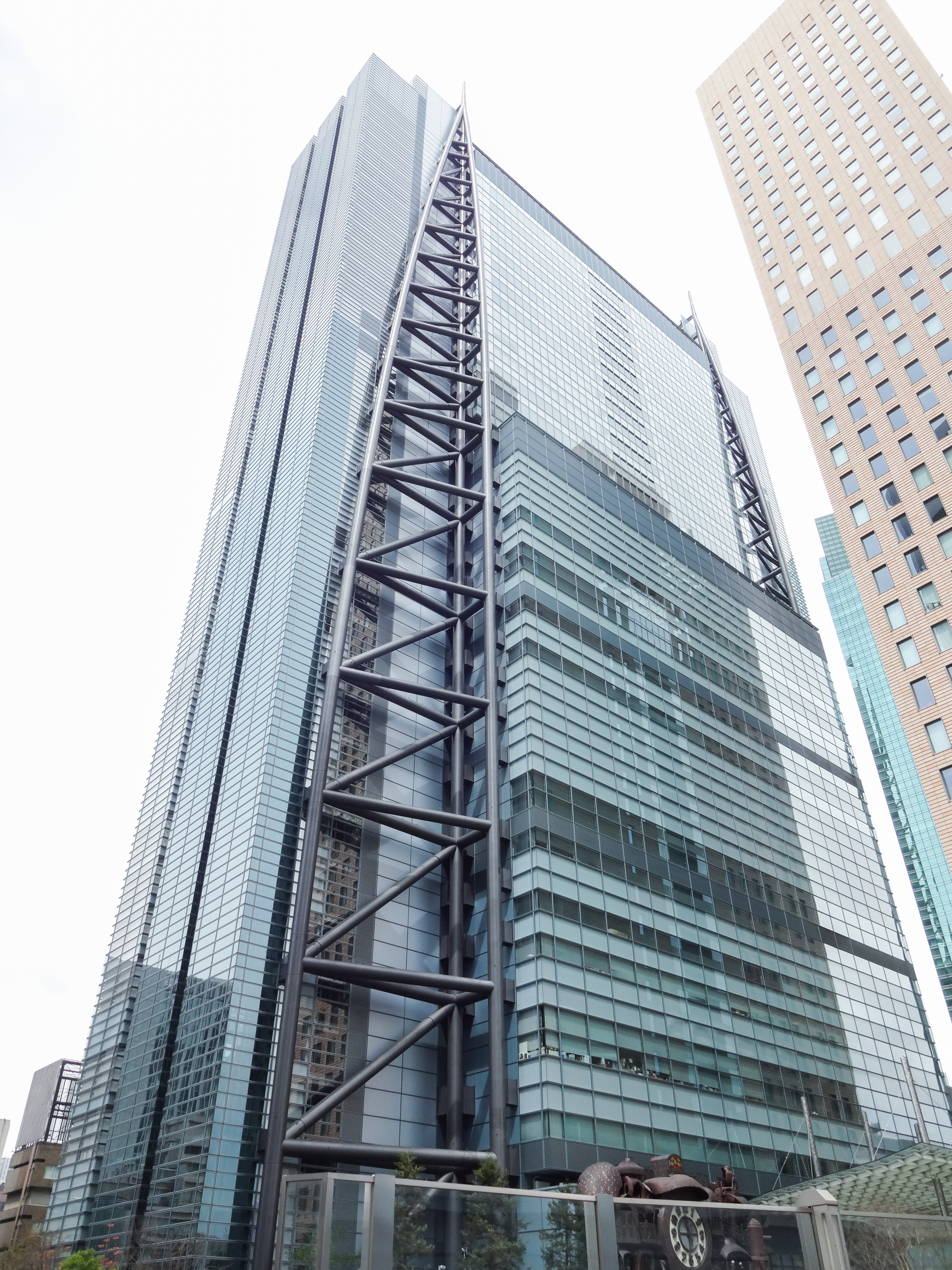
位於東京汐留的日本電視台大廈，為日本電視控股總部。

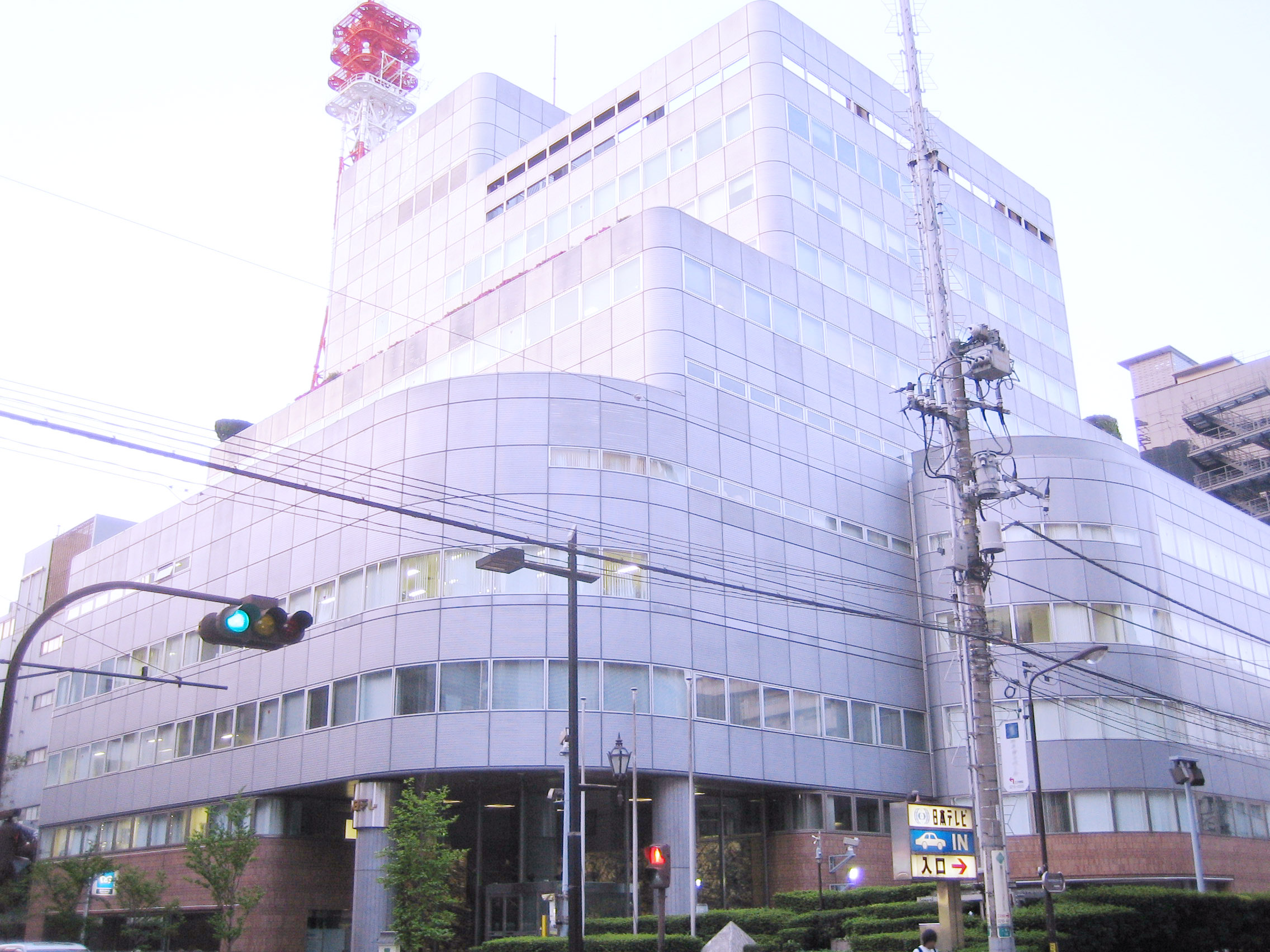
前總部日本電視台麴町分室

| - 株式會社日本電視台技術資源（株式会社日テレ・テクニカル・リソーシズ） | - 技術製作公司 - 演播室技術、轉播技術、播送技術、EJ採訪、剪輯、後期製作等                           |
| - 株式會社日本電視台AX-ON （株式会社日テレ アックスオン）   | - 節目製作公司 - 整體節目製作（電視劇、綜藝節目、資訊、報導等）、節目內容製作、字幕製作、文庫等     |
| - 株式會社日本電視台活動（株式会社日テレイベンツ）     | - 體育事業、各項大型活動、日本電視台學院（藝人中心、廣播專業學校等）的營運等                        |
| - 株式會社日本電視台藝術（株式会社日テレアート）     | - 美術製作、照明設計、音樂音效 - 節目搭景、標題、展示卡、屏幕文字等設計、宣傳手冊、海報的企劃製作等 |
| - 日本電視台音樂株式會社（日本テレビ音楽株式会社）     | - 音樂版權管理、CD等原版唱片製作、角色商品化權（Character Merchandising）的管理銷售等               |
| - 株式會社VAP（株式会社バップ）                | - CD、DVD等各種媒體的企劃製作及銷售 - 錄音棚出租等                                                  |

### 日本電視台子公司
| 子公司                                 | 主要業務 |
| -------------------------------------- | --- |
| - 株式會社日本電視台服務（株式会社日本テレビサービス）           | - 電視節目聯動的商品計劃銷售、節目銷售、保險代理店等                                                            |
| - 株式會社日本電視台工作站24（株式会社日本テレビワーク24）       | - 大樓維護（警備、設備、清掃、接待、電話對應、車輛、郵政遞送等） - 比賽場館、音樂會及演唱會、大型活動的管理營運 |
| - 株式會社 Forecast Communications（株式会社フォアキャスト・コミュニケーションズ） | - 網站製作、寬頻傳輸、手機網絡媒體內容的傳輸等                                                                  |
| - 株式會社日本電視台7（株式会社 日テレ7）              | - 與電視節目信息聯動的購物門戶網站的運營、原創商品的計劃開發等                                                  |
| - 株式會社 龍之子制作（株式會社 タツノコプロ）              | - 卡通動畫的計劃、製作，以及卡通動畫的計劃、著作權管理等                                                        |
| - HJ控股有限責任公司（HJホールディングス株式会社）               | - 利用網絡影像傳輸事業                                                                                          |
| - 株式會社日本電視台集團企劃（株式會社 日テレグループ企画）       | - 以地方為主的節目製作經營關連業務等                                                                            |
| - NTV美國株式會社（NTVアメリカ・カンパニー）                  | - NTV國際公司的控股公司                                                                                         |
| - NTV國際株式會社（NTVインターナショナル・コーポレーション）                  | - 以美國為據點，製作新聞報導、信息、體育等採訪節目 - 國際媒體信息的收集與分析                                   |
| - NTV歐洲株式會社（NTVヨーロッパ）                  | - 以歐洲為據點，計劃製作當地的電視節目和美術展等 - 國際媒體信息的收集與分析                                     |
| - 株式會社MADHOUSE（株式会社 マッドハウス）                 | - 動畫的計劃、製作、著作權管理等                                                                                |
| - 株式會社MADBOX（株式会社 マッドボックス）                   | - 動畫、商業廣告影片、平面造型設計、插畫、Character 的計劃、製作及銷售 - 3DCG 的計劃、開發、製作等              |
| - 株式會社日本電視台IT製作（株式会社 日テレITプロデュース）         | - 作為播放領域的IT專業公司，對日本電視台集團的IT基礎設施業務系統提供支援與系統開發                              |
| - 株式會社日本電視台人才中心（株式会社 日本テレビ人材センター）       | - 節目製作、技術製作、事務、管理業務等綜合性人材派遣中心                                                        |
| - 株式會社RIGHTS INN（株式会社 ライツ・イン）               | - 動畫片節目的音樂版權、商品化權的管理銷售等                                                                    |
| - 株式會社VAP音樂出版（株式会社 バップ音楽出版）              | - 原版唱片版權的管理銷售、廣告代理業務等                                                                        |
| - 株式會社SOUND INN STUDIO（株式会社 サウンドインスタジオ）         | - 音樂錄音棚的營運、出租等                                                                                      |
| - 株式會社J.M.P（株式会社 J.M.P）                    | - 藝人經紀業務、節目製作、活動計劃製作等                                                                        |
| - COMIGO Sports Marketing 株式會社（コミーゴ株式会社） | - 營運中小規模的體育關連內容 - 取得保有的團體、選手、大會、活動等的權利，謀求二次利用                           |
| - LIFE VIDEO 株式會社（LIFE VIDEO 株式会社）              | - 面向個人的映像製作等                                                                                          |
| - 株式會社 SANEI WORK（株式会社 サンエイワーク）              | - 大樓維護，清掃，醫療服務窗口等                                                                                |
| - 株式會社 IKAROS（株式会社 イカロス）                  | - 承包關東播放台的節目製作、EJ採訪、編輯/後期製作等                                                             |
| - 株式會社 R·F·電台日本（株式会社 アール・エフ・ラジオ日本）            | - NTV系列無線電中波播放                                                                                         |
| - 株式會社電台日本創意（株式会社 アール・エフ・ラジオ日本）             | - 有關廣播節目的計劃、策劃及製作、播放等事業                                                                    |
| - 株式會社廣播日本音樂出版（株式会社 ラジオ日本音楽出版）         | - 取得音樂作品著作權相關事業                                                                                    |
| - ForGroove 株式會社（ForGroove 株式会社）               | - 以社交遊戲為首的內容的計劃、製作及傳送等                                                                      |
| - 株式會社 日本電視台 O PLS（株式会社日テレ O プラス）        | - 原創商品的開發及銷售                                                                                          |
| - 龍之子音樂出版株式會社（タツノコ音楽出版株式会社）           | - 音樂出版權的管理                                                                                              |

### 關連公司
| 關連公司                           | 主要業務                                                                               |
| ---------------------------------- | -------------------------------------------------------------------------------------- |
| - 日活株式會社（日活株式会社）                 | - 電影計劃、製作及發行 - 視頻軟件計劃、製作、銷售及出租等 - 利用通訊衛星的委託播放事業 |
| - 黑劍電視節目製作股份有限公司（黒剣テレビ番組制作株式会社） | - 面向台灣、中國、東南亞製作電視節目及節目銷售等                                       |
| - 株式會社ACM（株式会社 ACM）                  | - 麵包超人博物館的營運                                                                 |
| - 西日本映像株式會社（西日本映像株式会社）           | - 福岡、熊本區域電視台的播放、輸出、製作技術業務                                       |
| - 株式會社 KKT INNOVATE（株式会社 KKT イノベート）        | - 熊本區域電視台的播放、輸出、製作技術業務                                             |
| - 株式會社長崎VISION（株式会社 長崎ビジョン）           | - 長崎區域電視台的播放、輸出、製作技術業務                                             |
| - 株式會社鹿兒島VISION（株式会社 鹿兒島ビジョン）         | - 鹿兒島區域電視台的播放、輸出、製作技術業務                                           |
| - 株式會社金澤映像中心（株式会社金沢映像センター）         | - 石川區域電視台的播放、輸出、製作技術業務                                             |
| - 株式會社PROMEDIA新潟（株式会社プロメディア新潟）         | - 新潟區域電視節目的計劃製作、VP製作等                                                 |
| - 株式會社COSMO SPACE（株式会社コスモ・スペース）          | - 電視節目、大型活動的計劃製作、採訪、轉播等                                           |
| - 株式會社藝術讀賣（株式会社アートよみうり）             | - 美術展、美術館商品、出版物的計劃製作、銷售                                           |
| - 汐留都市能源株式會社（汐留アーバンエネルギー株式会社）         | - 汐留區域的地區冷暖氣供給事業                                                         |

### 財團法人
| 財團法人                                   | 主要業務                                                                                      |
| ------------------------------------------ | --------------------------------------------------------------------------------------------- |
| - 公益財團法人日本電視台小鳩文化事業團（公益財団法人　日本テレビ小鳩文化事業団） | - 手語、點字等對視聽覺障礙者的福利支援事業 - 有關文化及藝術的各種演講、展示、講座、輔助等事業 |
| - 公益財團法人讀賣日本交響樂團（公益財団法人　読売日本交響楽団）         | - 讀賣日本交響樂團的公演事業等                                                                |
| - 公益財團法人德間紀念動畫文化財團（公益財団法人　徳間記念アニメーション文化財団）     | - 「三鷹之森吉卜力美術館」展覽會事業的計劃營運、動畫文化的調查研究等                          |

### 其他
- 株式會社讀賣·日本電視台文化中心（株式会社読売・日本テレビ文化センター）

## 外部連結
- （日語）（英文）日本電視控股 （页面存档备份，存于）